# HD76924
HD76924 — хімічно пекулярна зоря спектрального класу A2, що має видиму зоряну величину в смузі V приблизно  6,6.
Вона  розташована на відстані близько 333,5 світлових років від Сонця.